# ジョン・ポリドリ
ジョン・ウィリアム・ポリドリ（ポリドーリ、John William Polidori、1795年9月7日 - 1821年8月24日）は、イギリスの小説家・医師。ロマン主義との関わりで知られ、ファンタジー小説における吸血鬼というジャンルの生みの親と評される。最も成功した作品は1819年に発表された短編小説『吸血鬼』であり、近代的な吸血鬼物語として最初に出版されたものである。ポリドリは当時著名な創作家であったジョージ・ゴードン・バイロンの主治医で、当初はこの作品の作者もバイロン卿とされていたがバイロンもポリドリも、この作品はポリドリの作品であると断言している。

## 来歴

### 出自と親族
ポリドリは、1795年9月7日、イタリアから亡命した政治学者ガエタノ・ポリドリとイギリスの家庭教師アンナ・マリア・ピアースの長男としてロンドンに生まれた。3人の兄と4人の妹がいた。
妹のフランシス・ポリドリは亡命イタリア人学者のガブリエル・ロセッティと結婚し、その子供としてマリア・フランチェスカ・ロセッティ、ダンテ・ゲイブリエル・ロセッティ、ウィリアム・マイケル・ロセッティ、クリスティーナ・ロセッティがいる。この中でウィリアムはポリドリの日記を1911年に出版している。

### バイロンの専属医
ポリドリは1804年に設立されたばかりのアンプルフォース・カレッジの初期の生徒の一人であり、1810年にはエディンバラ大学に進学し、夢遊病に関する論文を書き、1815年8月1日に19歳で医学博士の学位を取得した。
1816年、ポリドリはバイロン卿の専属医として仕え、彼のヨーロッパ旅行に同行した。出版社ジョン・マレーがポリドリに500ポンドを提供して旅行日記を書かせたものが残っているが、これはポリドリの甥であるウィリアムが後に編集したものである。2人はメアリー・ウルストンクラフト・ゴドウィン（メアリー・シェリー）、その夫となるパーシー・ビッシュ・シェリー、そして彼らの連れ合い（メアリーの義理の妹）であるクレア・クレアモントと会った。
6月のある夜、ドイツの怪奇談を集めたフランスの『Fantasmagoriana』を皆で朗読した後、バイロンはそれぞれが怪談を書くことを提案した（ディオダティ荘の怪奇談義）。パーシーは『怪談の断片』を書き、マシュー・グレゴリー・ルイスが語った5つの怪談を書き留めた。これは彼の死後に出版された『ジュネーヴでの日誌』の中に残っている。メアリー・シェリーは、後に『フランケンシュタイン』に発展する物語を夫と一緒に書いた。バイロンは、オーガスタス・ダーヴェルを主人公にした未完成小説『A Fragment』を書いた（すぐに放棄した）が、ポリドリは後にこれを基にして、英語で最初に出版された近代的な吸血鬼の物語『吸血鬼』を書いた。
1816年6月15日にポリドリがパーシーと交わした会話が日記に記されており、これが『フランケンシュタイン』の起源あるいは発端とされている。彼らは「生命の原理の本質」について議論していた。

### 「吸血鬼」の執筆
バイロンに解雇されたポリドリは、イタリアを旅行した後、イギリスに戻った。そしてロンドンのグレート・プルテニー通り（ソーホー）に住んでいた。
1819年4月、ルスヴン卿（Lord Ruthven）を主人公にした『吸血鬼』という物語が『New Monthly Magazine』誌に無断で掲載された。これはバイロンの新作として発表され、ポリドリもバイロンも悔しい思いをした。1819年にバイロン自身の吸血鬼物語『Fragment of a Novel』が出版され、混乱の解消が図られようとしたが、良くも悪くも『吸血鬼』はバイロンの作品とされ続けた。
1821年には匿名で、バイロンの影響を受けた神学的な長編詩『天使の堕落（The Fall of the Angels）』を出版した。

### 死
1821年8月24日、ポリドリはロンドンにて鬱病とギャンブルによる借金に悩まされながら亡くなった。死因は青酸カリによる自殺という有力な証拠があったが、検視官は自然死とした。